# برستون باركر
برستون باركر (بالإنجليزية: Preston Parker)‏ هو لاعب كرة قدم أمريكية أمريكي، ولد في 13 فبراير 1987 في دلراي بيتش في الولايات المتحدة.

## وصلات خارجية
- برستون باركر على موقع مرجع كرة القدم المحترفة.كوم (الإنجليزية)